# Volmar Wikström
Volmar Valdemar Wikström (27. prosince 1889 Parainen – 10. května 1957 Helsinky) byl finský zápasník, věnoval se oběma stylům.
Dvakrát startoval na olympijských hrách. V roce 1912 na hrách ve Stockholmu byl v zápase řecko-římském v lehké váze vyřazen v šestém kole, když po čtyřech výhrách nestačil na Malmströma a Lunda (oba Švédsko). V roce 1924 na hrách v Paříži vybojoval stříbrnou medaili ve volném stylu v lehké váze, když nad jeho síly byl pouze Američan Vis.
V roce 1919 vybojoval titul šampiona skandinávských zemí. V roce 1914 vybojoval finský titul v řecko-římském stylu v lehké váze a v roce 1924 ve volném stylu ve střední váze.
Po ukončení aktivní kariéry působil v letech 1925 až 1934 a 1950 až 1951 jako předseda Helsingin Atleettiklubi a v roce 1934 byl předsedou finské boxerské federace. Působil také jako boxerský promotér.